# Longfonds
Longfonds is een Nederlands gezondheidsfonds en een patiëntenorganisatie. Gezond leven, zelf regie nemen en echte oplossingen door medische doorbraken zijn de maatschappelijke effecten die Longfonds nastreeft. In Nederland leven circa 1,2 miljoen mensen met een longziekte, als astma of COPD. Longfonds werd opgericht in 1959 als Astma Fonds en veranderde de naam in januari 2013 naar de huidige naam. Longfonds heeft ruim 2.700 actieve vrijwilligers, 48.000 collectanten en circa 85 betaalde medewerkers.

## Samenwerkingspartners
Longfonds werkt samen met andere organisaties om haar doelen te bereiken, zoals bedrijven, onderzoekspartners en andere gezondheidsfondsen. Longfonds participeerde tot en met 2013 in Stivoro en sindsdien in Stoptober. Longfonds werkt samen met de Hartstichting en KWF aan de Gezondheidsfondsen voor Rookvrij, met de Long Alliantie Nederland en de Samenwerkende GezondheidsFondsen (SGF.